# Воронцов, Роман Илларионович
Граф (1760) Рома́н Илларио́нович (Ларионович) Воронцо́в (1717—1783) — русский государственный деятель из рода Воронцовых, один из основоположников русского масонства; брат канцлера Михаила Воронцова и сенатора Ивана Воронцова, отец деятельницы русского Просвещения княгини Екатерины Дашковой. Действительный камергер (1746), генерал-аншеф (1761), сенатор (1760), владимирский, пензенский, тамбовский и костромской генерал-губернатор (1778—1783). Владелец усадьбы Андреевское.

## Биография
Средний сын Иллариона Гавриловича Воронцова от брака его с Анной Григорьевной Масловой. С 1733 года служил в лейб-гвардии Измайловском полку, где стал сторонником цесаревны Елизаветы; вместе со старшим братом Михаилом принял участие в возведении последней на престол 25 ноября 1741 года и позднее увёз из Петербурга членов низложенной Брауншвейгской фамилии.
В момент образования Российской академии стал её членом. В 1748 году награждён орденом Св. Анны; 5 сентября 1751 года — орденом Св. Александра Невского, в 1783 году — орденом Святого Владимира I степени. За время царствования Елизаветы Петровны Р. И. Воронцов стал одним из богатейших людей России, владельцем поместий и заводов.
Грамотой императора Священной Римской империи Франца I (от 8 (19) января 1760 года) действительный камергер, генерал-поручик Роман Илларионович Воронцов вместе с родным братом, действительным камергером Иваном Илларионовичем, был возведён с нисходящим их потомством в «графское Римской империи достоинство».
В 1760 году Воронцов стал членом Уложенной комиссии, в которой, как и в Комиссии о правах дворянства (1763), выступал сторонником законодательного оформления сословных прав дворянства, в том числе права исключительного владения крепостными.
С приходом к власти Петра III Фёдоровича положение Романа Воронцова при дворе укрепилось, поскольку его дочь Елизавета Романовна была фавориткой нового императора; 26 декабря 1761 он был награждён орденом Святого Андрея Первозванного, 28 декабря 1761 (8 января 1762) года — произведён в генерал-аншефы.

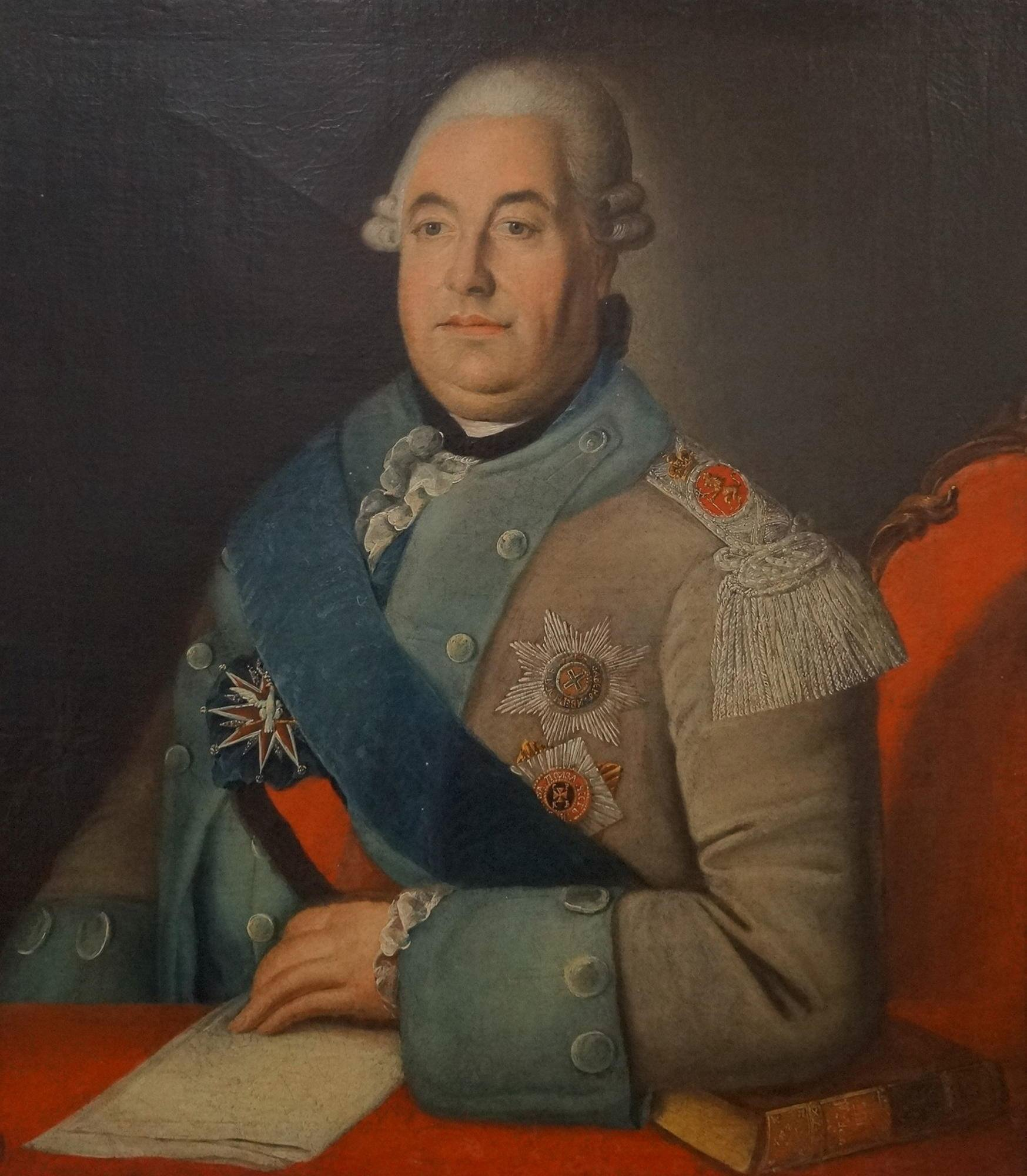
Портрет 2-й половины XVIII века
(из собрания Арзамасского историко-художественного музея)

При Екатерине II был сначала в опале, даже арестован и выслан в Москву, лишён ряда имений в Малороссии.
Новым назначениям и карьере Воронцов оказался обязан народным волнениям. Пугачёвщина выявила многие недостатки провинциального управления империи. Попыткой исправить положение стала реформа 1775 года, по которой вместо 23 губерний было создано 50. Губернскую администрацию возглавлял наместник и генерал-губернатор, управлявший двумя-тремя губерниями. Генерал-губернатору были даны большие права.
В марте 1778 года, по указу Екатерины II, было образовано Владимирское, в 1779 — Тамбовское, а в 1780 — Пензенское наместничества. Первым владимирским, пензенским и тамбовским наместником и генерал-губернатором стал Роман Воронцов. Своими поборами и лихоимством он довёл вверенные ему губернии до крайнего разорения, за что получил прозвище «Роман — большой карман».

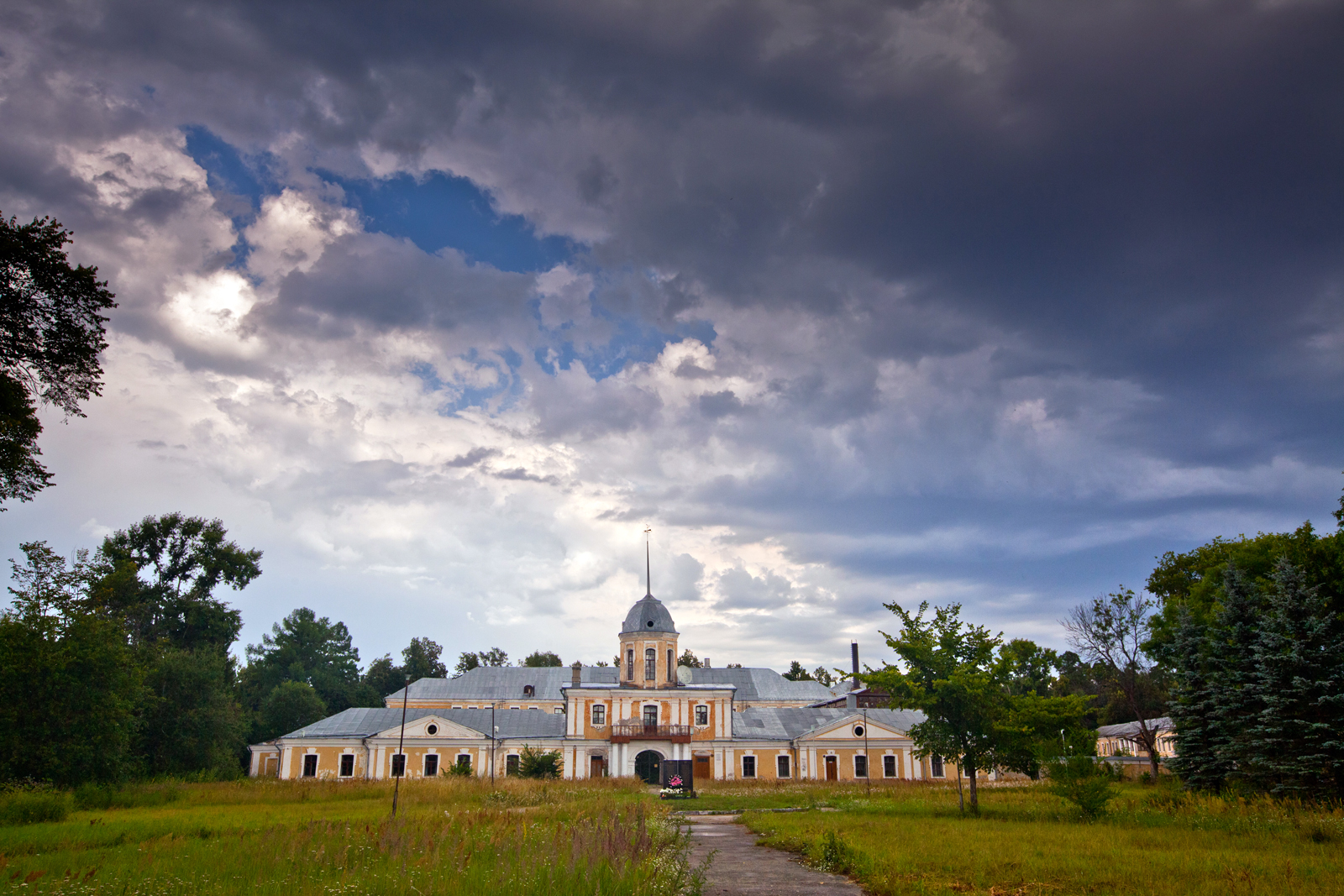
Усадьба Р. И. Воронцова «Андреевское»
(Петушинский район Владимирской области)

Историк князь М. М. Щербатов писал о нём:
Граф Роман Ларионович Воронцов, во всё время своей жизни признанный мздоимцем, был определён в наместники во Владимир и не преставал обыкновенные свои мздоимствы производить.
Дело дошло до того, что Екатерина прислала ему подарок с намёком — большой кошелёк, который прибыл к нему как раз на именины и, говорят, так на него подействовал, что он вскоре заболел и умер 11 декабря 1783 года.
С другой стороны, выражение «большой карман» могло возникнуть как следствие деятельности графа Воронцова в «Вольном экономическом обществе». В своих печатных статьях он указывал пути к смягчению нравов крестьянства, а также, ссылаясь на собственный пример, предлагал помещикам организовывать в деревнях годовые запасы хлеба на случай неурожая. Настойчивые советы графа Р. И. Воронцова запасать продукты вполне оправдывают прозвище «большой карман».
Именным Высочайшим указом от 5 (16) апреля 1797 года повелено «род Римской империи графов Воронцовых ввести в число родов графских Российской империи».
Похоронен в Дмитриевском соборе во Владимире.

## Семья
Роман Воронцов был женат с 1736 года на богатой купеческой дочери Марфе Ивановне Сурминой (1718—1745), скончавшейся от тифа в 26 лет и оставившей сиротами пятерых детей. Овдовев, Роман Воронцов не испытывал желания заниматься семейными делами и воспитанием детей. Двух старших дочерей императрица сделала фрейлинами и забрала во дворец, сыновья жили у деда — старшего графа Воронцова, младшую дочь Екатерину воспитывал вместе со своей единственной дочерью дядя Михаил Воронцов.
- Мария Романовна (1737—21.04.1779[6]) — фрейлина, была замужем с 1757 года за графом Петром Александровичем Бутурлиным (1731—1787). Умерла в Петербурге от чахотки. Их сын Дмитрий был директором Эрмитажа; дочь Елизавета — супругой сенатора А. И. Дивова.
- Елизавета Романовна (1739—1792) — фрейлина, фаворитка Петра III, была замужем за статским советником Александром Ивановичем Полянским (1721—1818).
- Александр Романович (1741—1805) — дипломат, канцлер Российской империи.
- Екатерина Романовна, в замужестве княгиня Дашкова (1743—1810) — сподвижница Екатерины II, инициатор учреждения и первый председатель Академии Российской.
- Семён Романович (1744—1832) — дипломат, российский посланник в Великобритании.

У Романа Воронцова были также дети, родившиеся после того, как он овдовел, — от англичанки Елизаветы Брокет. Эти отпрыски, получившие фамилию Ронцовы (Ранцовы), «пользовались особенною нежностью своего родителя, так что на них уходило его состояние».

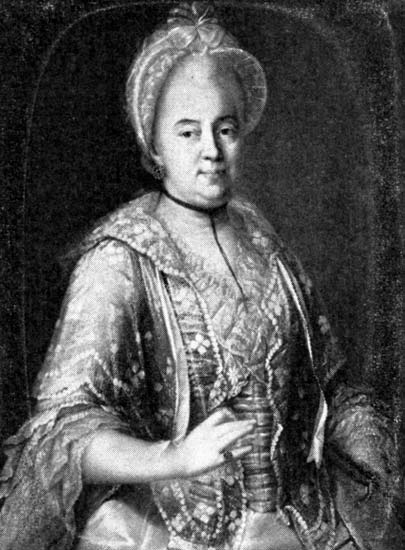
Жена Марфа
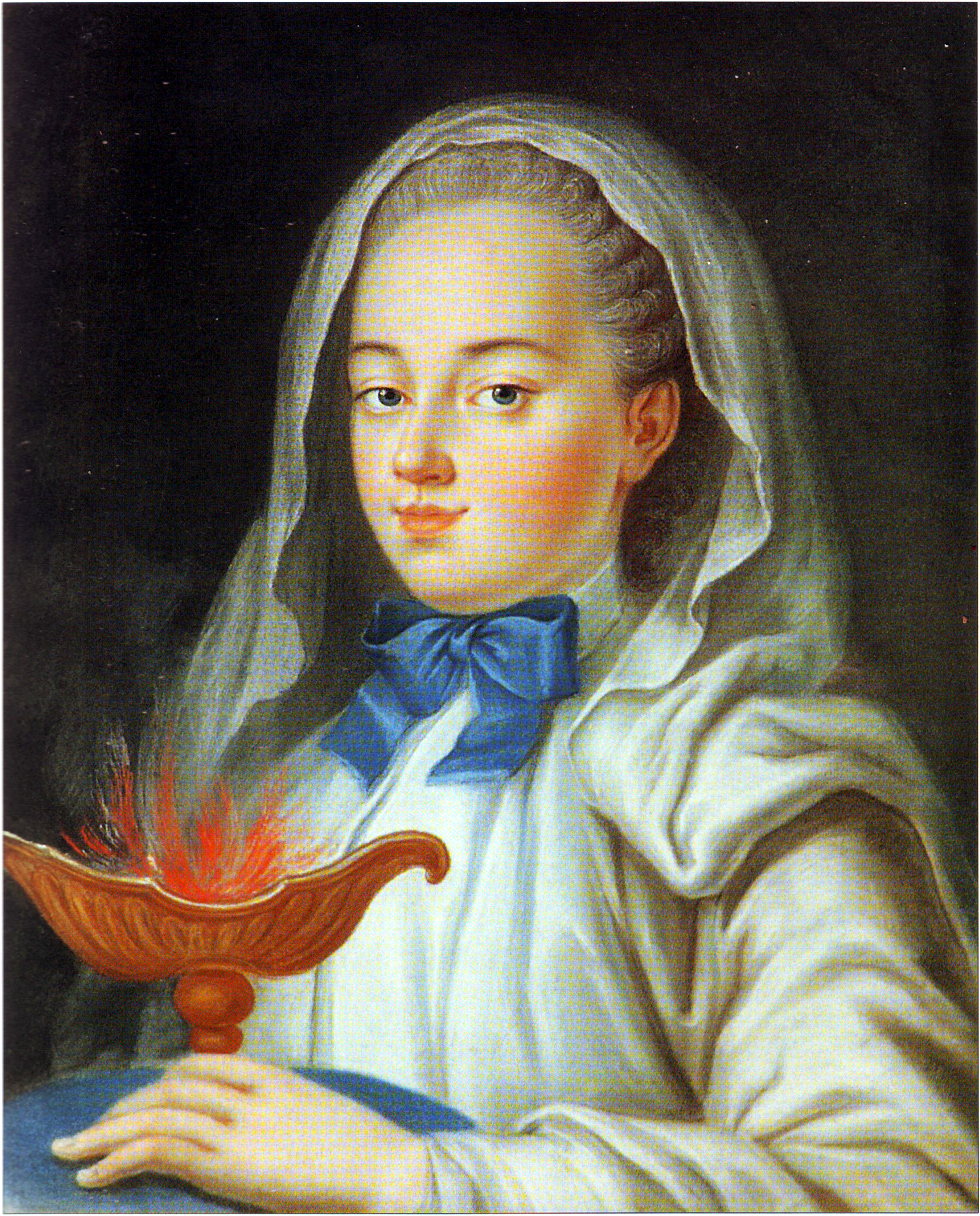
Мария
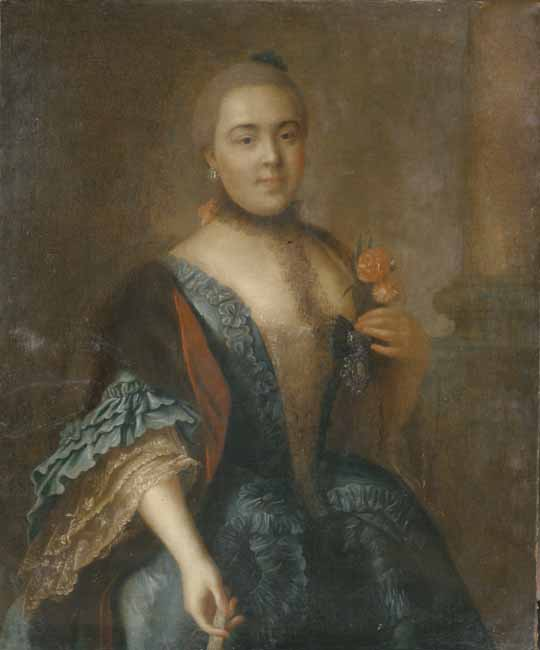
Елизавета
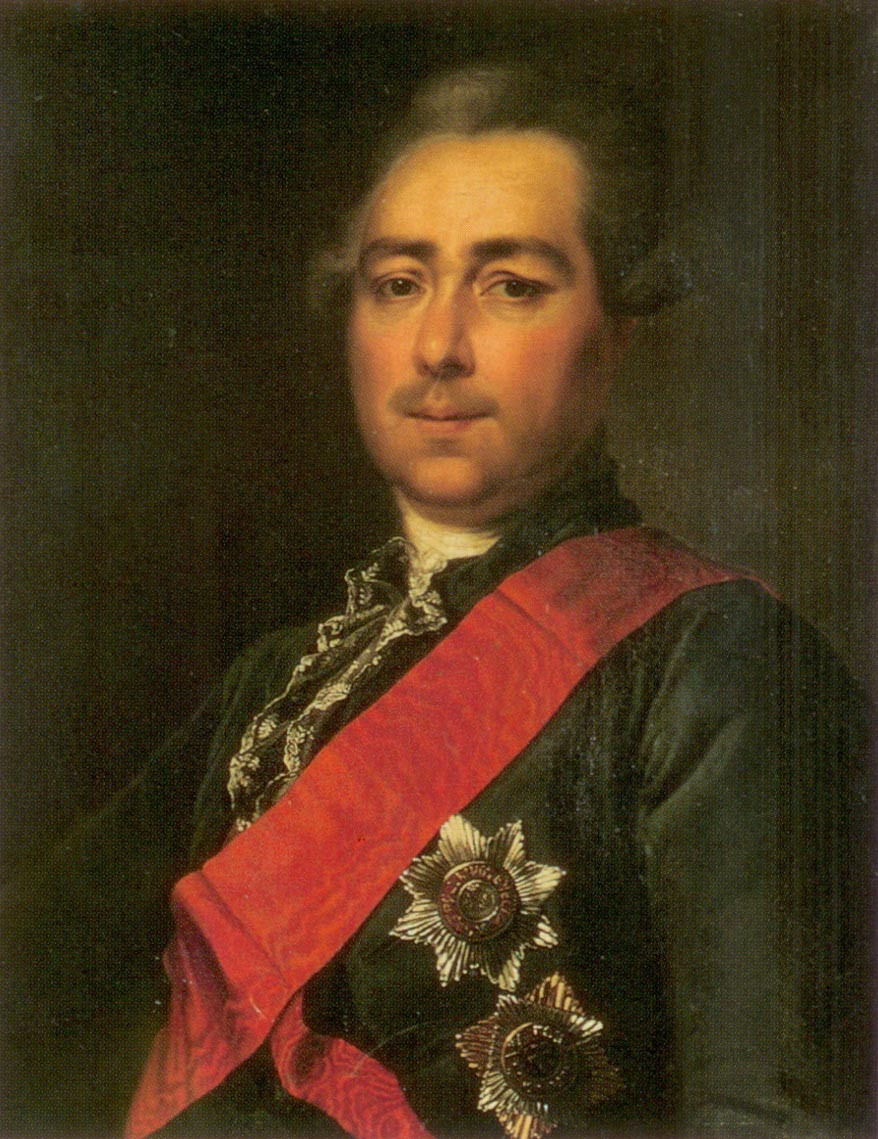
Александр
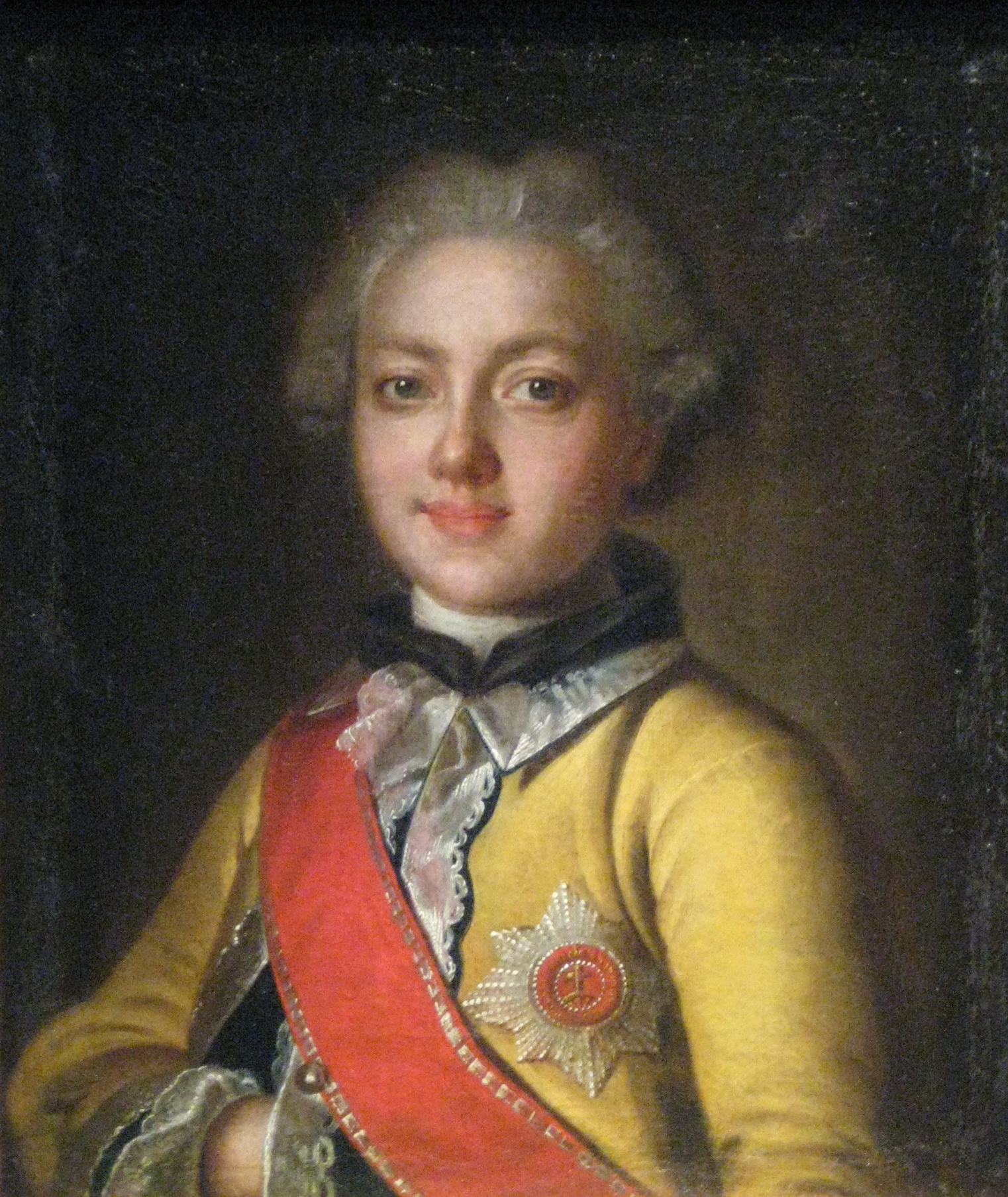
Екатерина
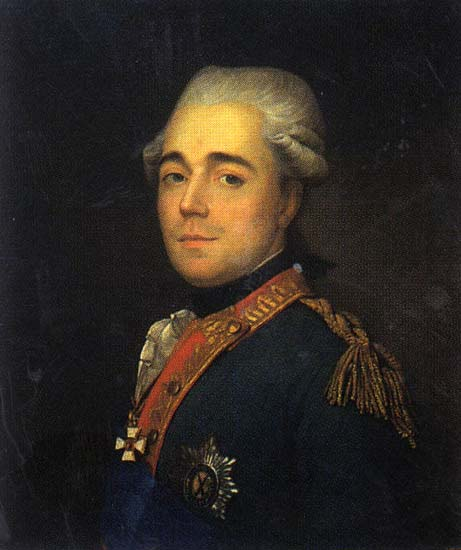
Семён